# Can Roscada
Can Roscada és un edifici cantoner de tres plantes i golfes, amb coberta a quatre vents, situat al municipi de Vilobí d'Onyar (Selva). Forma part de l'Inventari del Patrimoni Arquitectònic de Catalunya.

## Descripció
La façana principal té un portal adovellat de mig punt al centre, una porta quadrangular a l'esquerra, i una finestra a la banda dreta. El primer pis presenta tres obertures, dues de les quals tenen barana de ferro, i la central un vidre fix. La tercera planta té tres finestres quadrangulars amb llinda monolítica i ampit moltllurat. La façana lateral, més estreta, té una porta rectangular, dues obertures al primer pis, una amb balcó i l'altre amb barana de ferro, i dues finestres al tercer pis idèntiques a les de l'altra façana. Les golfes són de construcció moderna i s'obren a l'exterior per mitjà d'una galeria de finestres quadrangulas que volta tot el perimetre sota un gran ràfec de formigó. El parament és arrebossat i pintat de blanc deixant a la vista els carreus ben escairats dels angles. L'interior ha estat totalment reformat i adaptat als nous usos de sala d'exposicions, escola d'adults i biblioteca.

## Història
Per la seva tipologia Can Rosacada possiblement es pot datar del segle xviii. La primera referència documental però, és de 1855 quan apareix al registre de la propietat a nom de Martí Negre. Des de mitjan segle xix fins al 1936 va ser un negoci d'hostal i un comerç de vi i aiguardents. Francesc Negre Vidal va iniciar també el transport de viatgers per carretera amb autobusos amb les línies Vilobí-Riudellots, Vilobí-Girona, Vilobí-Santa Coloma de Farners. A mitjan segle XX l'edifici va ser adquirit per la Caja Rural i, posteriorment, la Caja de Madrid que hi allotjava el seu arxiu provincial. L'any 1997 l'Ajuntament compra Can Roscada per convertir-lo en Centre Cultural i ubicar-hi la Biblioteca Municipal. En la reforma es va substituir el parament esgrafiat per un parament llis i el ràfec de la teulada de fusta pel de formigó.